# Byblia anvatara
Byblia anvatara is een vlinder uit de familie Nymphalidae. De wetenschappelijke naam van de soort is voor het eerst geldig gepubliceerd in 1833 door Jean Baptiste Boisduval.